# Tania Leon
Tania Leon (Wellington, 4 mei 1945 – Nigtevecht, 15 augustus 1996) was een Zuid-Afrikaans-Nederlandse vrouwenactiviste. Zij was onder meer lid van de anti-apartheidsbeweging in Nederland en van de Nederlandse unit van het ANC. Zij was (mede)oprichter van diverse groepen en fondsen, zoals Sister Outsider, een actiegroep voor zwarte,- migranten- en vluchtelingenvrouwen die van vrouwen houden, en het naar haar vernoemde Tania Leon Studiefonds, voor Zuid-Afrikaanse jonge vrouwen in een achterstandspositie. 

## Jeugd en werk
Ruth Naomi Leon (roepnaam Tania) werd geboren op vrijdag 4 mei 1945 in Wellington, Zuid-Afrika. Zij was het jongste kind van een gezin van negen. Leon volgde een opleiding tot lerares en haalde in het studiejaar 1960-1961 haar “lower primary teacher’s certificate” aan de Athlone Institute in Paarl, Zuid-Afrika. Van januari 1969 tot juni 1972 werkte zij als onderwijsassistent aan de Mountain River High School in Wellington. Hierna besloot Leon Zuid-Afrika te verlaten omdat het apartheidsregime steeds repressiever werd. Via Denemarken kwam zij in 1973 in Nederland terecht, waar zij in 1984 het Nederlands staatsburgerschap verwierf. Leon volgde van 1973 tot 1976 een opleiding tot verpleegkundige te Amsterdam en werkte van augustus 1982 tot begin 1985 als wijkverpleegkundige bij de Stichting Amsterdamse Kruisverenigingen. Vervolgens was zij van augustus 1986 tot 1989 werkzaam bij de Stichting Vrouwen en Informatica te Amsterdam, alsmede als docent boekhouden/kantoorpraktijk bij de Vrouwenvakschool Informatica vanaf augustus 1987. Leon overleed op donderdag 15 augustus 1996 op 51-jarige leeftijd in Nigtevecht.

## Activisme
Leon kwam in Nederland in aanraking met het feminisme en werd zich ook bewust van haar positie als zwarte vrouw. Zij werd lid van de vrouwengroep van de anti-apartheidsbeweging in Nederland en van de Nederlandse unit van het ANC. Zij zette zich actief in tegen discriminatie, ook op politiek vlak. In het bijzonder pleitte zij voor de rechten van zwarte, lesbische migranten- en vluchtelingenvrouwen (ZMV-vrouwen). 
Leon was in 1982 een van de mede-oprichters van Stichting Mama Cash, een particulier fonds voor vrouwenprojecten ter bevordering van emancipatie en feminisme. In 1984 was zij mede-oprichter van Sister Outsider, een groep van zwarte lesbische vrouwen die lezingen, feesten en literaire avonden organiseerde. De groep was vernoemd naar een essaybundel van Audre Lorde, een Afro-Amerikaanse dichteres en activiste. In 1984 en 1986 bezocht Lorde de in 1987 opgeheven Sister Outsider.. In 1986 was Leon mede-oprichter van Stichting Flamboyant (later Stichting Zami), een landelijk vrouwen- en documentatieplatform voor zwarte-, migranten- en vluchtelingenvrouwen. In datzelfde jaar richtte Leon samen met vriendinnen het eerste Studiefonds voor Zwarte Zuid-Afrikaanse Vrouwen op, wat na haar dood naar haar vernoemd werd (het Tania Leon Studiefonds).